# Mengjiang
Mengjiang var mellan 1936 och 1945 en japansk lydstat i vad som idag är centrala delarna av Inre Mongoliet i nordvästra Kina, vid gränsen mot Yttre Mongoliet.
Mengjiang bildades ur de kinesiska provinserna, Chahar och Suiyuan som hade ockuperats av Japan år 1936. Staten hade en ungefärlig yta på 506 800 vid sin största utsträckning och befolkningen bestod av cirka 5,5 miljoner invånare, varav ungefär 80 procent var hankineser. Huvudstad var Kalgan och som regeringschef fungerade från 1941 prins Demtjigdonrov.
Mengjiang upphörde att existera när röda armén intog området hösten 1945 under Operation Augustistorm.